# Pareclipsis ochrea
Pareclipsis ochrea là một loài bướm đêm trong họ Geometridae.